# 若松警察署
若松警察署（わかまつけいさつしょ）は、福岡県警察が管轄する警察署の一つ。北九州地区に属す。署長の階級は警視。

## 所在地
北九州市若松区くきのうみ中央1番1号

## 管轄区域
北九州市若松区

## 沿革

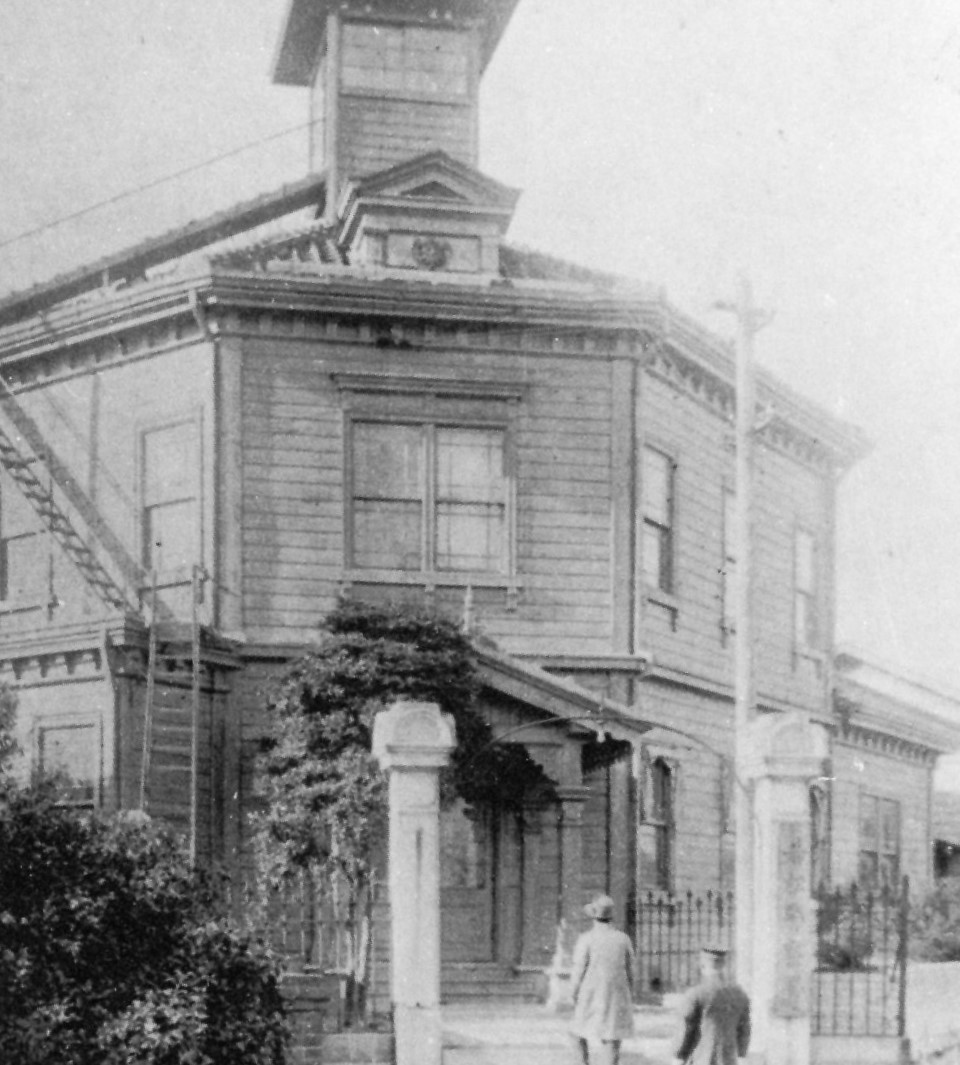
1898年（明治31年）に建てられた2代目の若松警察署。1933年（昭和8年）に新築移転。

- 1877年（明治10年）6月2日 - 芦屋警察署若松分署として発足。
- 1889年（明治22年）5月22日 - 若松警察署と改称。
- 1898年（明治31年）6月15日 - 旧若松町（現・若松区）修多羅に庁舎新築移転、若松警察署に若松水上派出所設置。
- 1919年（大正8年）4月 - 若松水上派出所が若松水上警察署として分離独立。
- 1933年（昭和8年）6月12日 - 旧若松市（現・若松区）桜町に庁舎新築移転。
- 1995年（平成7年）1月30日 - 若松区大字藤木に庁舎新築移転。

## 組織
- 総務課
- 会計課
- 交通課
- 生活安全課
- 刑事課
- 管理課
- 地域課
- 警備課

## 交番
- 駅前交番 - 北九州市若松区本町3-7-19
- 栄盛川交番 - 北九州市若松区栄盛川町4-17
- 今光交番 - 北九州市若松区今光1-6-7
- 二島交番 - 北九州市若松区二島6-3-39
- 高須交番 - 北九州市若松区高須北3-1-37

## 駐在所
安屋駐在所 - 北九州市若松区大字安屋1679-29

## 警備艇
2008年の北九州水上警察署の廃止に伴い、若松地区配置の警備艇が当署に移管されたもの。
- かざし 福4 （15.00t）
- わかさぎ 福7 （4.7t）

## 主な未解決事件
若松主婦殺人事件